# Alexandre Nevzorov
Pour les articles homonymes, voir Nevzorov.
Alexandre Glebovitch Nevzorov (en russe : Александр Глебович Невзоров, en ukrainien : Олександр Глібович Невзоров), né à Léningrad (URSS) le 3 août 1958, est un journaliste, présentateur de télévision et député de la Douma. Il fonde également une école d'art équestre, la Haute École Nevzorov.

## Biographie
À la fin des années 1980, Alexandre Nevzorov a notamment présenté le programme de télévision 600 secondes diffusé par la chaîne Pétersbourg TV-5. Le 13 décembre 1990, il est blessé par balle par un inconnu qui réussit à attirer le journaliste dans une zone déserte aux abords de Léningrad en prétendant posséder les documents permettant quelques révélations sensationnelles. 
Lors des événements de janvier à Vilnius, Nevzorov filme les forces de l'OMON qui partent à l'assaut de la tour de Vilnius. Il en tirera un documentaire Nachi [Les nôtres] qui fait éloge des soldats soviétiques et traite de fanatiques les opposants au régime. Sa partialité sera alors critiquée par les démocrates russes. Il fonde également à Saint-Pétersbourg en 1991 le mouvement Nachi qu'il définit comme un front uni de résistance à la politique antinationale de l'administration de la Russie et des autres républiques de l'ex-URSS ,. Durant les années Eltsine, son programme devient la voix de l'opposition nationaliste russe à la politique de Eltsine et est suspendu par deux fois avant d'être définitivement interdit en octobre 1993.    
Nevzorov tourne deux films sur la première guerre de Tchétchénie, Enfer (documentaire, 1995) et Purgatoire (fiction, 1997).
En mars 2022, il fait l'objet d'une enquête, suspecté de diffusion de « fausses nouvelles » sur l'armée russe pour un article relatant le bombardement de l'hôpital pour enfants et maternité de Marioupol. Avec sa femme, Nevzorov part pour l'Israel.
Le 22 avril 2022, le ministère russe de la Justice inscrit Nevzorov sur la liste des agents étrangers. 
Le 4 mai 2022, le ministère de l'Intérieur de la fédération de Russie inscrit Nevzorov sur la liste des personnes recherchées « en vertu d'un article du Code pénal » et 2 jours plus tard, le tribunal a pris la décision par contumace de le placer en détention. Le 15 décembre 2022, le bureau du procureur général approuve l'acte d'accusation. Comme Nevzorov se trouve à l'étranger, il est également inscrit sur la liste internationale des personnes recherchées, mais Interpol refuse de l'extrader vers la Russie, estimant que les persécutions étaient politiquement motivées. Le 1er février 2023, Nevzorov est condamné par contumace à 8 ans de prison.

## Publications
- (en) The Horse Crucified and Risen, [Saint Petersburg, Russia] : Nevzorov Haute Ecole ; Charleston, SC : CreateSpace, 2011  (ISBN 9781463752156)